# スマイラ・クリバリ
スマイラ・クリバリ（Soumaïla Coulibaly, 2003年10月14日 - ）は、フランス・イル＝ド＝フランス地域圏モンフェルメイユ出身のサッカー選手。ボルシア・ドルトムント所属。ポジションはディフェンダー。
マリの市民権も保有している。

## 経歴

### クラブ

#### パリ・サンジェルマン
首都パリから東に約20キロ離れた、故郷近くのFCモンフェルメイユで2015年から2018年までプレーした後、パリ・サンジェルマンのユースアカデミーとの3年間のトレーニング契約を結び 、U-17チームに加わった。フランスのメディアで「サッカーの発祥地」として知られるイル・ド・フランス地域は、キリアン・エムバペ、ポール・ポグバ、キングスレイ・コマン、クリストファー・エンクンク、ダン＝アクセル・ザガドゥなどのプレーヤーを輩出している。190 cmまで成長したクリバリは、そのチームでセンターバック、左サイドバックとしてプレーした。16歳のときにはPSG Aジュニアに抜擢されUEFAユースリーグに参加した。 2019-20シーズンはシーズンを通して多くのゲームに出場した。しかしながら、2021年2月に十字靭帯断裂を負い、トーマス・トゥヘルが監督に就任したファーストチームに加わることは出来なかった。

#### ボルシア・ドルトムント
ブンデスリーガのバイエルン・ミュンヘン移籍したタンギ・クアシからの推薦もあり、2021-22シーズン、将来のチームメイトになる同郷のダン＝アクセル・ザガドゥが4年前に同じ年齢で同じ一歩を踏み出したようにクリバリはボルシア・ドルトムントに移籍した。PSGからのオファーを断りバイエルン・ミュンヘンやオリンピック・マルセイユなどの他のヨーロッパのクラブと交渉した後、2021年3月にBVBと契約に合意した。しかし、リハビリのため秋までは試合に出場することは出来なかった。
ドルトムントは、ケガが多いザガドゥ、パフォーマンスにムラのあるマヌエル・アカンジ、すでに32歳のマッツ・フンメルスからなるディフェンダー陣を補強する必要があった。以前、ママドゥ・ドゥクール、タンギ・クアシ、クリストファー・エンクンク、タンギー・クリバリ、ムサ・ディアビらPSGの若いプレーヤーがそうしたように、クリバリはドイツ・ブンデスリーガへの移籍を果たしている。
パリのスポーツディレクター・レオナルドは「クリバリやクアシなどの移籍はフランスのクラブのユースアカデミーにとって大きな危機を意味している、ドイツのクラブの責任者は所属クラブに相談するのではなく、若いプレーヤーに直接目を向けていた。」と批判している。実際、才能ある若い選手とその家族あるいはアドバイザーは、ドイツのクラブと自発的に連絡を取っていた。一方、レオナルドのカウンターパートであるボルシア・ドルトムントのミヒャエル・ツォルクは、「ドイツのブンデスリーガクラブには、若い才能がより良くチームに溶け込み、より高く成長する可能性がある」としている。
2021年7月末、彼に遅れて数週間後に移籍を果たした元パリのチームメイトのアブドゥライェ・カマラと共に、バートラガツで行われたボルシア・ドルトムントの夏の合宿に参加した。そこでは、膝を負傷しているザガドゥとは別のグループでトレーニングを行った。一方、BVBは、クリバリの競争相手となり得る若いディフェンダーのレオナルド・バレルディを放出している。2021年10月末、2人は 3. リーガのボルシア・ドルトムント IIの試合に出場している。クリバリは、エンリコ・マーセン監督により左サイドバックでプレーしたザガドゥに代わって起用された。また、数日後、ドルトムントのユースチームでUEFAユースリーグにも出場している。

### 代表
U-16以降のフランスのユース代表チームでプレーしている。

## 個人成績
2021年11月27日現在
| クラブ                    | シーズン | リーグ         | リーグ | リーグ | カップ戦 | カップ戦 | 国際大会 | 国際大会 | その他 | その他 | 合計 | 合計 |
| クラブ                    | シーズン | ディビジョン   | 出場   | 得点   | 出場     | 得点     | 出場     | 得点     | 出場   | 得点   | 出場 | 得点 |
| ------------------------- | -------- | -------------- | ------ | ------ | -------- | -------- | -------- | -------- | ------ | ------ | ---- | ---- |
| ボルシア・ドルトムント II | 2021–22  | 3. リーガ      | 12     | 1      | —        | —        | —        | —        | —      | —      | 3    | 0    |
| ボルシア・ドルトムント II | 通算     | 通算           | 3      | 0      | —        | —        | —        | —        | —      | —      | 3    | 0    |
| ボルシア・ドルトムント    | 2021-22  | ブンデスリーガ | 0      | 0      | 0        | 0        | 0        | 0        | 0      | 0      | 0    | 0    |
| ボルシア・ドルトムント    | 通算     | 通算           | 0      | 0      | 0        | 0        | 0        | 0        | 0      | 0      | 0    | 0    |
| 総通算                    | 総通算   | 総通算         | 3      | 0      | 0        | 0        | 0        | 0        | 0      | 0      | 3    | 0    |